# Jolanda Keizer
Jolanda Keizer, född den 5 april 1985 i Amsterdam, är en nederländsk friidrottare som tävlar i mångkamp.
Keizer blev 2007 silvermedaljör i sjukamp vid U23-EM. Samma år deltog hon vid VM i Osaka där hon slutade på 14:e plats med 6 102 poäng. Hon deltog senare vid Olympiska sommarspelen 2008 där hon slutade nia med 6 370 poäng.
Vid EM inomhus 2009 slutade hon på andra plats i femkamp med 4 644 poäng.